# Smertebehandling
Smertebehandling er den gren af medicinen, som beskæftiger sig med smerter. Ukomplicerede smertetilstande behandles af alle læger. Mere komplicerede smertetilstande behandles ofte af speciallæger eller på smerteklinikker.
Kroniske smerter som følge af ikke-malign sygdom kan ikke behandles med medicin alene, da der er tale om en kompleks bio-psyko-social tilstand. Smerterne omfatter sygdomme med nociceptive eller neurogene elementer – eksempelvis slidgigt, leddegigt, diabetisk neuropati og fantomsmerter, men også tilfælde, hvor årsagen til den kroniske smerte ikke kan fastslås.
Det faglige grundlag for medikamentel behandling er bedst dokumenteret hos patienter med kendt smerteætiologi. Som udgangspunkt består basisbehandlingen af paracetamol – gerne i form af præparater med protraheret effekt og derudover information om, at paracetamol ”ikke bare er hovedpinepiller”, ligesom dosis (4 g dagligt) hverken skal over- eller underdrives. Er effekten ikke tilstrækkelig, kan man, såfremt der er et inflammatorisk element i smerten, supplere med eller skifte til et NSAID-præparat. NSAID bør kun bruges kortvarigt og kun, når der ikke er gastrointestinale eller kardiovaskulære kontraindikationer og risikofaktorer. 

## Opioider
Er der behov for yderligere medikamentel behandling, er næste valg tramadol – et opioid med beskeden risiko for tilvænning og misbrug. Generisk tramadol tolereres generelt godt af de fleste, men ældre kan dog få generende bivirkninger. Sekundære analgetika i form af tricykliske antidepressiva i lav dosis og antiepileptika er også en mulighed. Derimod er generisk kodein ikke særlig effektivt, ligesom det ofte medfører obstipation.
Er smerterne fortsat ikke behandlet tilstrækkeligt, er næste trin et stærkt virkende opioid, der dog næppe bør anvendes til patienter, hvor årsagen til smerterne er ukendt.
Før eventuel opioidbehandling af kroniske ikke ondartde smerter skal der tages stilling til, om der er tale om opioidfølsomme, nociceptive smerter. Er dette tilfældet, kan behandlingen føre til lindring, ligesom funktionsevnen (socialt, psykisk og fysisk) kan forbedres. Derudover er det vigtigt at monitorere den medicinrelaterede adfærd, så uhensigtsmæssig brug opdages tidligt. 
Vedvarende smerter behandles med depotopioid med faste dosisintervaller, hvorimod korttids virkende opioid kan bruges ved gennembrudssmerter eller belastningsrelaterede smerter. Endvidere bør kroniske smertepatienter, hvor årsagen er uklar, ikke behandles med polyfarmaci, men basisbehandles med paracetamol. I nogle tilfælde kan man dog efter grundig vurdering eventuelt supplere med et NSAID-præparat, sekundært analgetika og svagt opioid.

## Konklusion
Det er vigtigt, at årsagen til patientens smerter klarlægges, og at behandlingsstrategien lægges herudfra. Gøres dette konsekvent, har man som læge gjort sit til, at de rigtige patienter behandles med opioid, hvorved man undgår unødigt misbrug.

## Eksterne links
- Girl who feels no pain could inspire new painkillers. New Scientist 2013

| Lægevidenskab | Spire Denne artikel om lægevidenskab er en spire som bør udbygges. Du er velkommen til at hjælpe Wikipedia ved at udvide den. |